# Constitución (kommun i Chile)
Constitucion är en kommun i Chile.   Den ligger i provinsen Provincia de Talca och regionen Región del Maule, i den södra delen av landet, 260 km sydväst om huvudstaden Santiago de Chile.
I omgivningarna runt Constitucion växer i huvudsak städsegrön lövskog. Runt Constitucion är det ganska glesbefolkat, med 25 invånare per kvadratkilometer.